# Quarto abeunte saeculo

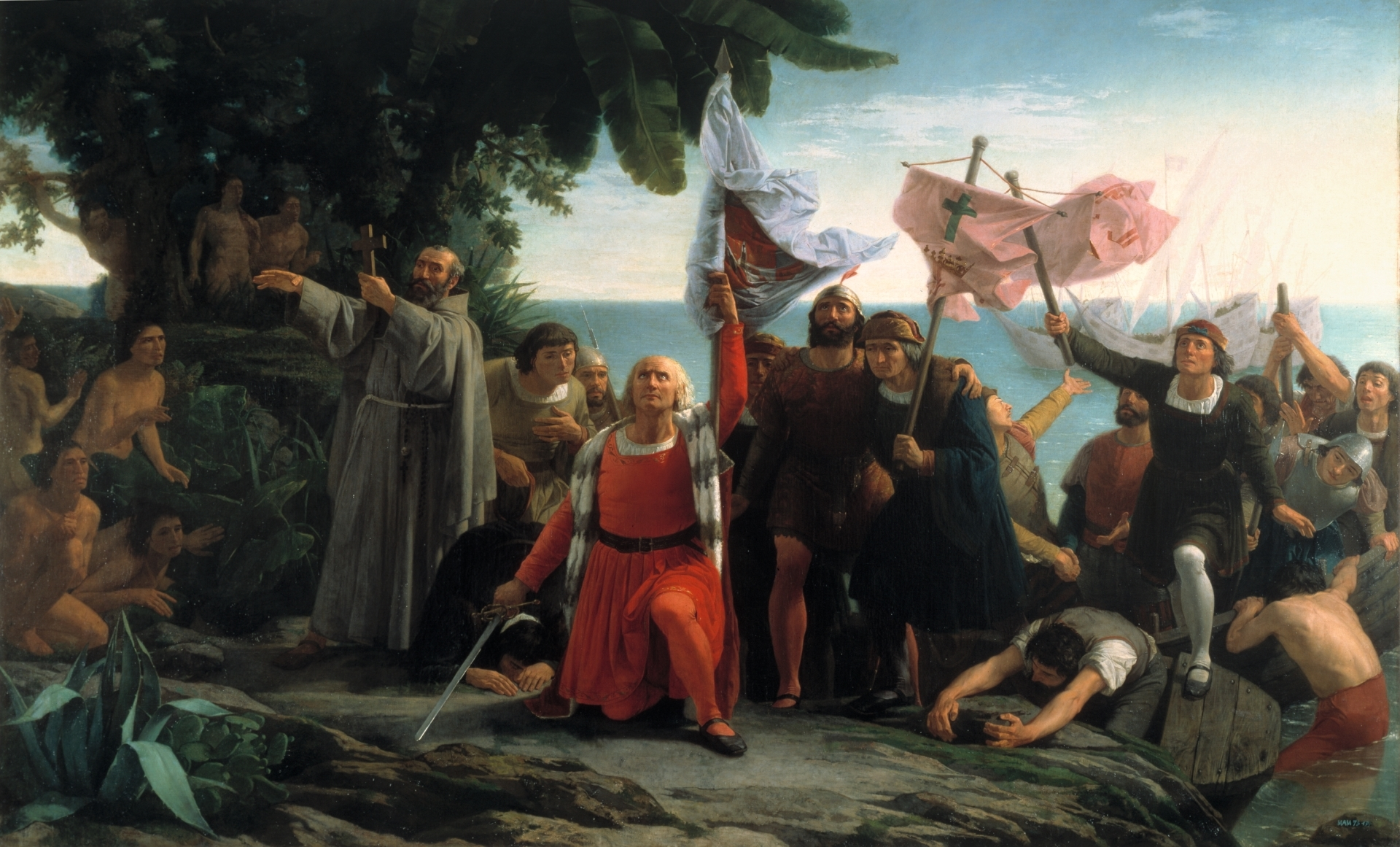
Currier and Ives: Landung in Amerika

Quarto abeunte saeculo ist eine Enzyklika, die durch Papst Leo XIII. am 16. Juli 1892 veröffentlicht wurde. Er wendet sich mit ihr an die Erzbischöfe und Bischöfe von Spanien, Italien sowie Nord- und Südamerika und behandelt darin den „400. Jahrestag der Entdeckung Amerikas“.
- Leo XIII. ruft zunächst die großen Taten der Entdecker Amerikas in Erinnerung, die sich vor 400 Jahren auf den Weg gemacht hatten, um neue Erdteile zu entdecken und beschreibt die Bedeutung dieser Entdeckung für die heutige Welt. Gleichzeitig erinnert er an die vielen Toten, die diesen Eroberungen zum Opfer gefallen sind, aber auch, dass nun die Zivilisation auf diesem Teil der Erde Einzug gehalten hätte.
- Mit diesem Einzug hätte eine Missionsarbeit für die Kirche begonnen, deren Erfolg zu großer Ehre Gottes gelange. Mit großem Fleiß und unter göttlicher Tugend hätten die Männer den Geist des Christentums vermittelt. Er hebt insbesondere die Hartnäckigkeit und den Eifer von Christoph Kolumbus hervor, mit dem er unbekannte Länder und Meere erforschte, erst dadurch hätte der katholische Glauben in andere Teile der Welt gebracht werden können.
- Abschließend ordnet er an, dass in allen Kathedralkirchen und Klosterkapellen Spaniens, Italiens und der zwei Amerikas am 12. Oktober (oder am folgenden Sonntag) dieses Jahres ein Hochamt gefeiert werden solle.